# Tả Phìn, Đồng Văn
Tả Phìn là một xã thuộc huyện Đồng Văn, tỉnh Hà Giang, Việt Nam.

## Địa lý
Xã Tả Phìn có vị trí địa lý:
- Phía đông giáp xã Tả Lủng
- Phía tây giáp xã Sính Lủng
- Phía nam giáp xã Mèo Vạc
- Phía bắc giáp thị trấn Đồng Văn và xã Thài Phìn Tủng

Xã Tả Phìn có diện tích 25,62 km², dân số năm 2019 là 3.535 người, mật độ dân số đạt 138 người/km².

## Hành chính
Xã Tả Phìn được chia thành 9 thôn: Mà Lủng, Dỉnh Nhủng, Tả Phìn A, Tả Phìn B, Khó Già, Khứa Lủng, Xà Tủng Chứ, Xùa Lủng, Nhia Lũng Phin.

## Lịch sử
Ngày 5 tháng 7 năm 1961, Hội đồng Chính phủ ban hành Quyết định số 91-CP về việc thành lập xã Tả Phìn trên cơ sở một phần diện tích và dân số của xã Sà Phìn.